# SiiAn
 (juillet 2018).
Si vous disposez d'ouvrages ou d'articles de référence ou si vous connaissez des sites web de qualité traitant du thème abordé ici, merci de compléter l'article en donnant les références utiles à sa vérifiabilité et en les liant à la section « Notes et références ».
siiAn est une chanteuse, parolière, guitariste et compositrice française de ses œuvres musicales née en Bretagne.

## Parcours
À l'aube de l'adolescence, siiAn découvre la guitare. Elle acquiert ses bases musicales aux conservatoires de musique de Rennes puis de Paris. Elle a ainsi perfectionné ses techniques à la fois vocales et instrumentales.
En 2002 elle est sélectionnée pour le Tremplin des Jeunes Charrues.
Son répertoire se situe alors dans la mouvance de l'électro-rock. Elle explore de sa voix, avec poésie et sensibilité, un univers onirique. Son instrument de prédilection est la guitare électrique mais elle utilise aussi l'électronique (machines) et les claviers. siiAn réalise également les arrangements et les mixages de ses albums.
Les 21 et 22 avril 2007, elle chante pour la première fois à l'Olympia en première partie de Leny Escudero. En avril 2008, elle assure la première partie de Pauline Croze à l'Olympic à Nantes. Son 3e album, Après l'Indien, sort fin novembre 2010.
À la fin de l'année 2012, siiAn revient à ses premières amours et se tourne à nouveau vers les musiques traditionnelles du monde. Elle apprend le rebab auprès d'un maître afghan vivant en Allemagne et part en décembre 2012 poursuivre sa formation en Turquie. Elle se lance alors dans un nouveau projet : Un tour ailleurs - Mazar e Sharif/Philadelphie et travaille avec un percussionniste, Gaëtan Samson, qui joue du Daf perse et du santoor.
L'album "Un Tour Ailleurs - Mazar e Sharif / Philadelphia" sort en février 2014.
En 2015, siiAn monte un nouveau projet : TrAverse / Les Cantigas de Santa Maria avec Stéphane Kerihuel à la guitare électrique. Le spectacle est présenté pour la première fois à l'Abbaye de Beauport à Paimpol, le 8 mai 2015.
En 2018, elle collabore avec Erwan Tassel, flûtiste et percussionniste, pour un nouvel album intitulé Périples, pour « Un tour de chant cosmopolite, tissé de sonorités ancestrales et contemporaines, du désert du Thar aux portes de l'Amérique ». Le contenu de l'album fait l'objet de différents concerts, principalement Bretagne, mais aussi en Suisse en juillet 2021, avec une présence au festival « Poésie en arrosoir » à Cernier.